# Karisma Kapoor
Karisma Kapoor (hindi: करिश्मा कपूर, Kariśmā Kapūr, Karishma Kapoor (ur. 25 czerwca 1974 w Bombaju) – indyjska aktorka filmowa.
Należy ona do aktorskiego rodu Kapoor, głęboko zakorzenionego w Bollywoodzie. Aktorami są: jej matka Babita Kapoor, młodsza siostra Kareena Kapoor, ojciec Randhir Kapoor. Dziadkiem jej był legendarny w Indiach aktor Raj Kapoor. Jej pradziadek Prithviraj Kapoor również był aktorem.

## Nagrody
- National Film Awards

1998: Najlepsza Aktorka Drugoplanowa za Serce jest szalone
- Nagrody Filmfare

1996: Nagroda Filmfare dla Najlepszej Aktorki za Raja Hindustani
1997: Nagroda Filmfare dla Najlepszej Aktorki Drugoplanowej za Serce jest szalone
2000: Nagroda Filmfare dla Najlepszej Aktorki za Fiza
2001: Nagroda Filmfare Krytyków dla Najlepszego Aktora za Zubeidaa
- Zee Cine Nagrody

1998: Najlepsza Aktorka w drugoplanowej roli za Serce jest szalone
2001: Premiere Choice – Female za Fiza
- IIFA Awards

2001: Najlepsza Aktorka za Fiza
- Bengal Film Journalists' Association Awards

2001: Najlepsza Aktorka (hindi film) za Fiza

## Filmografia
| Rok  | Film                                  | Rola             | Inne uwagi |
| ---- | ------------------------------------- | ---------------- | --- |
| 2007 | Om Shanti Om                          |                  | gościnnie w piosence Deewangi Deewangi                                                                          |
| 2007 | Ghayal 2                              |                  | |
| 2007 | You and I                             |                  | |
| 2007 | Zamaanat                              |                  | |
| 2006 | Mere Jeevan Saathi                    | Natasha          | |
| 2003 | Baaz: A Bird in Danger                | Neha Chopra      | |
| 2003 | Karishma: A Miracle of Destiny        | herself          | (mini) TV Series                                                                                                |
| 2002 | Rishtey                               | Komal Singh      | |
| 2002 | Shakti: The Power                     | Nandini          | Nominowana – Nagroda Filmfare dla Najlepszej Aktorki                                                            |
| 2002 | Haan Maine Bhi Pyaar Kiya             | Pooja Kashyap    | |
| 2001 | Ek Rishtaa: The Bond of Love          | Nisha Thappar    | |
| 2001 | Aashiq                                | Pooja            | |
| 2001 | Zubeidaa                              | Zubeidaa         | Nagrodzona, Nagroda Filmfare Krytyków dla Najlepszego Aktora nominowana Nagroda Filmfare dla Najlepszej Aktorki |
| 2000 | Shikari                               | Rajeshwari Rawal | |
| 2000 | Fiza                                  | Fiza             | Nagrodzona, Nagroda Filmfare dla Najlepszej Aktorki                                                             |
| 2000 | Hum To Mohabbat Karega                | Geeta Kapoor     | |
| 2000 | Chal Mere Bhai                        | Sapna            | |
| 2000 | Dulhan Hum Le Jayenge                 | Sapna            | |
| 1999 | Jaanwar                               | Sapna            | |
| 1999 | Haseena Maan Jaayegi                  | Ritu Verma       | |
| 1999 | Biwi No.1                             | Pooja Mehra      | |
| 1999 | Silsila Hai Pyaar Ka                  | Vanshikha Mathur | |
| 1999 | Hum Saath-Saath Hain: We Stand United | Sapna            | |
| 1997 | Serce jest szalone                    | Nisha            | Nagrodzona, Nagroda Filmfare dla Najlepszej Aktorki Drugoplanowej                                               |
| 1997 | Lahu Ke Do Rang                       | Heena            | |
| 1997 | Hero No. 1                            | Meena Nath       | |
| 1997 | Judwaa                                | Mala             | |
| 1997 | Mrityudaata                           | Reenu            | |
| 1996 | Ajay                                  | Manorama         | |
| 1996 | Raja Hindustani                       | Aarti Sehgal     | Nagrodzona, Nagroda Filmfare dla Najlepszej Aktorki                                                             |
| 1996 | Sapoot                                | Pooja            | |
| 1996 | Bal Bramhachari                       | Asha Rana        | |
| 1996 | Jeet                                  | Kajal            | |
| 1996 | Krishna                               | Rashmi           | |
| 1996 | Megha                                 | Megha            | |
| 1996 | Papi Gudia                            | Karisma          | |
| 1996 | Rakshak                               | Suman Sinha      | |
| 1996 | Saajan Chale Sasural                  | Pooja            | |
| 1995 | Coolie No. 1                          | Malti            | |
| 1995 | Maidan-E-Jung                         |                  | |
| 1995 | Jawab                                 |                  | |
| 1994 | Suhaag                                | Pooja            | |
| 1994 | Yeh Dillagi                           | Girl on the road | |
| 1994 | Andaz Apna Apna                       | Karishma/Raveena | |
| 1994 | Prem Shakti                           | Gouri/Karisma    | |
| 1994 | Dulaara                               | Priya            | |
| 1994 | Raja Babu                             | Madhoo           | |
| 1994 | Aatish                                | Pooja            | |
| 1994 | Andaz                                 | Jaya             | |
| 1994 | Gopi Kishan                           | Barkha           | |
| 1994 | Khuddar                               | Pooja            | |
| 1993 | Dhanwaan                              | Anjali Chopra    | |
| 1993 | Shaktiman                             | Priya            | |
| 1993 | Anari                                 | Rajnandini       | |
| 1993 | Muqabla                               | Karisma          | |
| 1993 | Jaagruti                              | Shalu            | |
| 1993 | Sangram                               | Madhu            | |
| 1992 | Deedar                                | Sapna Saxena     | |
| 1992 | Nishchaiy                             | Payal            | |
| 1992 | Police Officer                        | Bijali           | |
| 1992 | Jigar                                 | Suman            | |
| 1992 | Sapne Sajan Ke                        | Jyoti            | |
| 1991 | Prem Qaidi                            | Neelima          | |